# 전민혁
전민혁(본명: 전홍만, 1981년 6월 13일 ~ )은 대한민국의 록밴드 엠씨 더 맥스의 드러머이다.

## 생애
안양예술고등학교 연극영화과와 청운대학교 방송음악과 출신이다. 2000년에 아이돌 밴드인 문차일드로 데뷔하였다. 2001년에 문차일드가 해체되자, 문차일드의 멤버였던 이수, 제이 윤과 함께 2002년 엠씨 더 맥스를 결성하였다. 뛰어난 노래 실력으로 가끔씩 보컬 부분에 참여하기도 한다. 2009년 7월 27일 대한민국 공군 군악대로 사병으로 입대하였다.
2008년에 이수와 최진이가 같이 부른 곡인 〈Requiem〉과 이수의 첫 번째 솔로 음반 《I Am...》에 참여했다.